# Oscar/Bester Tonschnitt
Mit dem Oscar für den besten Tonschnitt wurden die Tontechniker eines Films geehrt. Normalerweise nimmt ihn der Haupt-Toningenieur des Films entgegen.
Im sogenannten „Bake-Off“ wurde am letzten Dienstag im Januar durch die Tonabteilung der Academy of Motion Picture Arts and Sciences eine Vorauswahl getroffen. Filmausschnitte von vor-nominierten Filmen werden in einem speziellen Kino vorgeführt. Bei diesem Screening darf jeder zusehen, aber nur die Tonabteilung der Academy darf wählen.
Es kam auch vor, dass bei diesem „Bake-Off“ nicht genügend Filme eine ausreichend hohe Wertung erzielt haben, um nominiert zu werden. Dann wird ein „Special Achievement Award“ (also kein Oscar) dem höchstbewerteten Film verliehen.
Von 1964 bis 1968 wurde dieser Preis in der Kategorie „Beste Toneffekte“ verliehen. Mit der Verleihung 2021 wurde die Kategorie mit der für den besten Ton zusammengelegt.
| Statistik                                          |                                       |
| Am häufigsten honorierter Soundcutter/in           | Richard King (4 Siege)                |
| Am häufigsten nominierter Soundcutter/in           | Alan Robert Murray (10 Nominierungen) |
| Am häufigsten nominierter Soundcutter/in ohne Sieg | Wylie Stateman (6 Nominierungen)      |

In unten stehender Tabelle sind die Preisträger nach dem Jahr der Verleihung gelistet.

## 1964–1970
| Jahr | Preisträger                              | für den Film                             | Nominierungen                                    |
| 1964 | Walter Elliott                           | Eine total, total verrückte Welt         | Robert L. Bratton für Der Kommodore              |
| 1965 | Norman Wanstall                          | Goldfinger                               | Robert L. Bratton für Ein tollkühner Draufgänger |
| 1966 | Treg Brown                               | Das große Rennen rund um die Welt        | Walter Rossi für Colonel von Ryans Express       |
| 1967 | Gordon Daniel                            | Grand Prix                               | Walter Rossi für Die phantastische Reise         |
| 1968 | John Poyner                              | Das dreckige Dutzend                     | James Richard für In der Hitze der Nacht         |
| 1969 | Preis in dieser Kategorie nicht vergeben | Preis in dieser Kategorie nicht vergeben | Preis in dieser Kategorie nicht vergeben         |
| 1970 | Preis in dieser Kategorie nicht vergeben | Preis in dieser Kategorie nicht vergeben | Preis in dieser Kategorie nicht vergeben         |

## 1971–1980
|  | Preis in dieser Kategorie nicht vergeben |

## 1981–1990
| Jahr | Preisträger                              | für den Film                             | Nominierungen |
| 1981 | Preis in dieser Kategorie nicht vergeben | Preis in dieser Kategorie nicht vergeben | Preis in dieser Kategorie nicht vergeben                                                                             |
| 1982 | Preis in dieser Kategorie nicht vergeben | Preis in dieser Kategorie nicht vergeben | Preis in dieser Kategorie nicht vergeben                                                                             |
| 1983 | Charles L. Campbell Ben Burtt            | E.T. – Der Außerirdische                 | Stephen Hunter Flick und Richard L. Anderson für Poltergeist Mike Le Mare für Das Boot                               |
| 1984 | Jay Boekelheide                          | Der Stoff, aus dem die Helden sind       | Ben Burtt für Die Rückkehr der Jedi-Ritter                                                                           |
| 1985 | Preis in dieser Kategorie nicht vergeben | Preis in dieser Kategorie nicht vergeben | Preis in dieser Kategorie nicht vergeben                                                                             |
| 1986 | Charles L. Campbell Robert R. Rutledge   | Zurück in die Zukunft                    | Fred J. Brown für Rambo II – Der Auftrag Robert G. Henderson und Alan Robert Murray für Der Tag des Falken           |
| 1987 | Don Sharpe                               | Aliens – Die Rückkehr                    | Cecelia Hall und George Watters II für Top Gun Mark A. Mangini für Star Trek IV: Zurück in die Gegenwart             |
| 1988 | Preis in dieser Kategorie nicht vergeben | Preis in dieser Kategorie nicht vergeben | Preis in dieser Kategorie nicht vergeben                                                                             |
| 1989 | Charles L. Campbell Louis L. Edemann     | Falsches Spiel mit Roger Rabbit          | Ben Burtt und Richard Hymns für Willow Stephen Hunter Flick und Richard Shorr für Stirb langsam                      |
| 1990 | Ben Burtt Richard Hymns                  | Indiana Jones und der letzte Kreuzzug    | Milton C. Burrow und William L. Manger für Black Rain Robert G. Henderson und Alan Robert Murray für Brennpunkt L.A. |

## 1991–2000
| Jahr | Preisträger                     | für den Film                      | Nominierungen |
| 1991 | Cecelia Hall George Watters II  | Jagd auf Roter Oktober            | Charles L. Campbell und Richard C. Franklin für Flatliners Stephen Hunter Flick für Die totale Erinnerung – Total Recall                                     |
| 1992 | Gary Rydstrom Gloria S. Borders | Terminator 2 – Tag der Abrechnung | Gary Rydstrom und Richard Hymns für Backdraft – Männer, die durchs Feuer gehen George Watters II und F. Hudson Miller für Star Trek VI: Das unentdeckte Land |
| 1993 | Tom C. McCarthy David E. Stone  | Bram Stoker’s Dracula             | John Leveque und Bruce Stambler für Alarmstufe: Rot Mark A. Mangini für Aladdin                                                                              |
| 1994 | Gary Rydstrom Richard Hymns     | Jurassic Park                     | John Leveque und Bruce Stambler für Auf der Flucht Wylie Stateman und Gregg Baxter für Cliffhanger – Nur die Starken überleben                               |
| 1995 | Stephen Hunter Flick            | Speed                             | Gloria S. Borders und Randy Thom für Forrest Gump Bruce Stambler und John Leveque für Das Kartell                                                            |
| 1996 | Lon Bender Per Hallberg         | Braveheart                        | John Leveque und Bruce Stambler für Batman Forever George Watters II für Crimson Tide – In tiefster Gefahr                                                   |
| 1997 | Bruce Stambler                  | Der Geist und die Dunkelheit      | Richard L. Anderson und David A. Whittaker für Daylight Alan Robert Murray und Bub Asman für Eraser                                                          |
| 1998 | Tom Bellfort Christopher Boyes  | Titanic                           | Mark A. Mangini für Das fünfte Element Mark P. Stoeckinger und Per Hallberg für Im Körper des Feindes                                                        |
| 1999 | Gary Rydstrom Richard Hymns     | Der Soldat James Ryan             | Dave McMoyler für Die Maske des Zorro George Watters II für Armageddon                                                                                       |
| 2000 | Dane A. Davis                   | Matrix                            | Ben Burtt und Tom Bellfort für Star Wars: Episode I – Die dunkle Bedrohung Ren Klyce und Richard Hymns für Fight Club                                        |

## 2001–2010
| Jahr | Preisträger                         | für den Film                               | Nominierungen |
| 2001 | Jon Johnson                         | U-571                                      | Alan Robert Murray und Bub Asman für Space Cowboys |
| 2002 | Christopher Boyes George Watters II | Pearl Harbor                               | Gary Rydstrom und Michael Silvers für Die Monster AG |
| 2003 | Ethan Van der Ryn Mike Hopkins      | Der Herr der Ringe: Die zwei Türme         | Scott Hecker für Road to Perdition Richard Hymns und Gary Rydstrom für Minority Report |
| 2004 | Richard King                        | Master & Commander – Bis ans Ende der Welt | Christopher Boyes und George Watters II für Fluch der Karibik Gary Rydstrom und Michael Silvers für Findet Nemo |
| 2005 | Michael Silvers Randy Thom          | Die Unglaublichen – The Incredibles        | Paul N. J. Ottosson für Spider-Man 2 Randy Thom und Dennis Leonard für Der Polarexpress |
| 2006 | Mike Hopkins Ethan Van der Ryn      | King Kong                                  | Richard King für Krieg der Welten Wylie Stateman für Die Geisha |
| 2007 | Alan Robert Murray Bub Asman        | Letters from Iwo Jima                      | Lon Bender für Blood Diamond Sean McCormack und Kami Asgar für Apocalypto Alan Robert Murray und Bub Asman für Flags of Our Fathers George Watters II und Christopher Boyes für Pirates of the Caribbean – Fluch der Karibik 2 |
| 2008 | Karen M. Baker Per Hallberg         | Das Bourne Ultimatum                       | Skip Lievsay für No Country for Old Men Randy Thom und Michael Silvers für Ratatouille Christopher Scarabosio und Matthew Wood für There Will Be Blood Mike Hopkins und Ethan Van der Ryn für Transformers                     |
| 2009 | Richard King                        | The Dark Knight                            | Frank E. Eulner und Christopher Boyes für Iron Man Tom Sayers und Glenn Freemantle für Slumdog Millionär Ben Burtt und Matthew Wood für WALL·E – Der Letzte räumt die Erde auf Wylie Stateman für Wanted                       |
| 2010 | Paul N.J. Ottosson                  | Tödliches Kommando – The Hurt Locker       | Christopher Boyes und Gwendolyn Yates Whittle für Avatar – Aufbruch nach Pandora Wylie Stateman für Inglourious Basterds Mark P. Stoeckinger und Alan Rankin für Star Trek Michael Silvers und Tom Myers für Oben              |

## 2011–2020
| Jahr | Preisträger                                                                   | für den Film                             | Nominierungen |
| 2011 | Richard King                                                                  | Inception                                | Tom Myers und Michael Silvers für Toy Story 3 Gwendolyn Yates Whittle und Addison Teague für Tron: Legacy Skip Lievsay und Craig Berkey für True Grit Mark P. Stoeckinger für Unstoppable – Außer Kontrolle                                                   |
| 2012 | Philip Stockton Eugene Gearty                                                 | Hugo Cabret                              | Lon Bender und Victor Ray Ennis für Drive Richard Hymns und Gary Rydstrom für Gefährten Ren Klyce für Verblendung Ethan Van der Ryn und Erik Aadahl für Transformers 3                                                                                        |
| 2013 | Paul N. J. Ottosson – Stimmengleichheit: Per Hallberg und Karen Baker Landers | Zero Dark Thirty James Bond 007: Skyfall | Erik Aadahl und Ethan Van der Ryn für Argo Wylie Stateman für Django Unchained Eugene Gearty und Philip Stockton für Life of Pi: Schiffbruch mit Tiger |
| 2014 | Glenn Freemantle                                                              | Gravity                                  | Steve Boeddeker und Richard Hymns für All Is Lost Oliver Tarney für Captain Phillips Brent Burge und Chris Ward für Der Hobbit: Smaugs Einöde Wylie Stateman für Lone Survivor                                                                                |
| 2015 | Alan Robert Murray Bub Asman                                                  | American Sniper                          | Martín Hernández und Aaron Glascock für Birdman oder (Die unverhoffte Macht der Ahnungslosigkeit) Brent Burge und Jason Canovas für Der Hobbit: Die Schlacht der Fünf Heere Richard King für Interstellar Becky Sullivan und Andrew DeCristofaro für Unbroken |
| 2016 | Mark A. Mangini David White                                                   | Mad Max: Fury Road                       | Oliver Tarney für Der Marsianer – Rettet Mark Watney Martín Hernández und Lon Bender für The Revenant – Der Rückkehrer Alan Robert Murray für Sicario Matthew Wood und David Acord für Star Wars: Das Erwachen der Macht                                      |
| 2017 | Sylvain Bellemare                                                             | Arrival                                  | Ai-Ling Lee und Mildred Iatrou Morgan für La La Land Robert Mackenzie und Andy Wright für Hacksaw Ridge – Die Entscheidung Alan Robert Murray und Bub Asman für Sully Wylie Stateman und Renée Tondelli für Deepwater Horizon                                 |
| 2018 | Alex Gibson Richard King                                                      | Dunkirk                                  | Julian Slater für Baby Driver Mark Mangini und Theo Green für Blade Runner 2049 Nathan Robitaille und Nelson Ferreira für Shape of Water – Das Flüstern des Wassers Ren Klyce und Matthew Wood für Star Wars: Die letzten Jedi                                |
| 2019 | John Warhurst Nina Hartstone                                                  | Bohemian Rhapsody                        | Benjamin A. Burtt und Steve Boeddeker für Black Panther Ai-Ling Lee und Mildred Iatrou Morgan für Aufbruch zum Mond Ethan Van der Ryn und Erik Aadahl für A Quiet Place Sergio Díaz und Skip Lievsay für Roma                                                 |
| 2020 | Donald Sylvester                                                              | Le Mans 66 – Gegen jede Chance           | Alan Robert Murray für Joker Oliver Tarney und Rachael Tate für 1917 Wylie Stateman für Once Upon a Time in Hollywood Matthew Wood und David Acord für Star Wars: Der Aufstieg Skywalkers                                                                     |